# Алешня (Рыбновский район)
Алешня — село в Рыбновском районе Рязанской области России, административный центр Алешинского сельского поселения.

## География
Село расположено в 13 км на юго-запад от райцентра города Рыбное.

## История
Село Алешня издавна принадлежало к числу вотчин рода Нарышкиных. В 1795 году надворной советницей Прасковьей Николаевной Нарышкиной была построена каменная церковь в честь Нерукотворного образа Христа Спасителя с Успенским приделом (священно-служители церкви известны с 1728 года).
В XIX — начале XX века село входило в состав Бахмачеевской волости Рязанского уезда Рязанской губернии, с 1924 года — в составе Рыбновской волости. В 1905 году в селе имелось 38 дворов.
С 1929 года село являлось центром Алешинского сельсовета Рыбновского района Рязанского округа Московской области, с 1937 года — в составе Рязанской области, с 2005 года — центр Алешинского сельского поселения.

## Население
| 1859 | 1906 | 2010 |
| ---- | ---- | ---- |
| 271  | ↘214 | ↗505 |